# Mijaralengua
Mijaralengua es una localidad española perteneciente al municipio de Valle de Tobalina, en la provincia de Burgos.

## Descripción
Pertenece al término municipal burgalés de Valle de Tobalina, en la comunidad autónoma de Castilla y León. 
El río Ebro discurre al sur de la localidad. Hay un menhir en sus alrededores. Aparece descrita en el decimoprimer volumen del Diccionario geográfico-estadístico-histórico de España y sus posesiones de Ultramar de Pascual Madoz de la siguiente manera:

MIJARALUENGA: v. en la prov., dióc., aud. terr. y c. g. de Burgos (14 leg.), part. jud. de Villarcayo (7) y ayunt. de Quintana Martín Galíndez (1). sit. en una loma algo elevada por la parte meridional y sobre una peña hácia el O., cuya circunstancia hace desigual el paso de una casa  á otra. El clima es templado; reinan todos los vientos, y apenas se padecen otras enfermedades que las estacionales. Tiene 20 casas, 1 fuente junto á la pobl., cuyas aguas son gruesas y frias, y de ellas se surte el vecindario para beber y demas usos; 1 igl., parr. (San Pedro), servida por 1 cura párroco y 1 sacristan, y finalmente 1 cementerio al N. del pueblo. Confina el térm. N. Plagaro; E. San Martin de Don; S. r. Ebro, y O. Villaescusa. El terreno es de varias clases y de secano; cruzan por la jurisd. el r. Ebro y 2 arroyos que descienden de la sierra de Plagaro, y se unen á la parte S. de la pobl., y sus aguas se utilizan únicamente para regar algunas huertas: en dicho terreno se encuentran también abundantes canteras de piedra. caminos: el que dirige desde San Martin de Don á la cap. de ayunt. y se halla en mediano estado. correos: la correspondencia se recibe de Frias por los mismos interesados. prod. trigo, centeno, cebada, avena, habas, titos, arbejas, yeros, alubias, maiz, patatas, vino y algunas frutas; cria ganado lanar burdo; caza de liebres, perdices y codornices; y pesca de anguilas, truchas, barbos y otros peces pequeños. ind.: la agrícola. pobl.: 6 vec. 21 alm. cap. prod. 66,400 rs. imp. 6,276.
(Madoz, 1848, p. 412)